# 雨引山
雨引山（あまびきさん）位于日本茨城县真壁郡大和村东北部，筑波山北侧，标高409米。山腰部有雨引观音像，以坂東观音灵场和观光名胜而有名。